# Оно, Юки
Юки Оно (яп. 小野 友樹 Оно Ю:ки, род. 22 июня 1984, префектура Сидзуока) — японский сэйю и певец. Работает в агентстве Atomic Monkey.

## Биография
Во время учёбы в старшей школе Юки Оно стремился стать футболистом и однажды был приглашён в «Симидзу С-Палс». Однако спустя несколько лет он прекратил играть в результате перелома кости.
В университете Оно стал поклонником Кисё Таниямы. Встреча с ним на мероприятии, посвящённом аниме, вдохновила его заняться карьерой сэйю.
В августе 2011 года Оно вместе с Такуей Эгути создал сэйю-юнит под названием You-Tak (яп. ゆーたく Ю:-Таку). Они работали над созданием аудиопостановок и ведением интернет-радио. В январе 2013 года объединение было переименовано в You-Tak II (яп. ゆーたくII Ю:-Таку Цу:).
На седьмой церемонии Seiyu Awards, прошедшей 2 марта 2013 года, Оно удостоился награды в категории «Лучший актёр второго плана».
В октябре 2017 года сообщил, что в течение семи лет женат на немедийной женщине.

## Роли

### Аниме
2007
- Gintama — Токугава Сигэсукэ
- Myself ; Yourself — президент ученического совета, ученик
- Saint October — Джошуа

2008
- Itazura na Kiss — Ватанабэ, Клерк, ученик, учитель
- Yu-Gi-Oh! 5D’s — Кёсукэ Кирю

2009
- Kimi ni Todoke — Кадзуити «Пин» Араи

2010
- Fairy Tail — Джейсон
- Kuragehime — подчинённый Инари
- Soredemo Machi wa Mawatteiru — Аюму Арасияма
- «Староста-горничная» — Сё

2011
- Baka to Test to Shoukanjuu — Сюмпэй Нацукава
- Inazuma Eleven GO — Тайга Кисибэ
- Kimi ni Todoke 2 — Кадзуити «Пин» Араи
- Kimi to Boku — Канамэ Цукахара
- Steins;Gate — хакеры

2012
- Binbougami ga! — Мидзуноэ Урасиманоко
- Danshi Koukousei no Nichijou — Тосиюки Карасава
- Dog Days — Эмилио Альсид, Джан Газзони
- Kimi to Boku 2 — Канамэ Цукахара
- Kokoro Connect — Синго Ватасэ
- Kuroko no Basuke — Тайга Кагами
- Medaka Box — Дзэнкити Хитоёси
- Tari Tari — Тору Хамада
- «Чудовище за соседней партой» — Нагоя, Томио

2013
- Ace of Diamond — Дзюн Исасики
- Arata Kangatari — Каннаги
- Da Capo III — Киётака Ёсино
- Devil Survivor 2: The Animation — Берсерк
- Gingitsune — Тайсукэ Кинугава
- Hataraku Maou-sama! — Сиро Асия / Альсиэль
- Kakumeiki Valvrave — Кюма Инудзука
- Kuroko no Basuke 2 — Тайга Кагами
- Machine-Doll wa Kizutsukanai — Магнус
- Makai Ouji — Майкрофт Сваллоу
- Silver Spoon — Синъитиро Инада
- Strike the Blood — Димитри Ватлер
- Suisei no Gargantia — Кугель
- Yozakura Quartet — Эйдзи Синодзука

2014
- Gekkan Shoujo Nozaki-kun — Масаюки Хори
- Hamatora — Морал
- Ryuugajou Nanana no Maizoukin — Дзюго Яма

2015
- Durarara!!×2 Ten и Shou — Тикагэ Рокудзё
- Junketsu no Maria — Гарфа
- Kuroko no Basuke 3 — Тайга Кагами
- Shokugeki no Souma — Исами Алдини

2016
- Battery — Сюго Кадоваки
- Cheer Danshi!! — Сё Токугава
- Durarara!!×2 Ketsu — Тикагэ Рокудзё
- JoJo no Kimyou na Bouken Diamond wa Kudakenai — Дзёсукэ Хигасиката
- Kono Danshi, Mahou ga Oshigoto Desu. — Тихару Камисима
- Magic-kyun Renaissance — Ринтаро Татэваки
- Ozmafia!! — Хамелн
- Prince of Stride: Alternative — Асума Маюдзуми
- Servamp — Тэцу Сэндагая
- Sousei no Onmyouji — Камуй
- Terra Formars — Бао Чжилан
- Watashi ga Motete Dousunda — Юсукэ Игараси

2017
- Granblue Fantasy The Animation — Грэн
- Shouwa Genroku Rakugo Shinjuu — Синносукэ

2020
- Mr Love: Queen's Choice — Гавин
- Bungo and Alchemist — Кадзуо Дан

2022
- Sasaki and Miyano — Дзиро Огасавара

### Анимационные фильмы
- Ryo (2013) — Накамура Нандзиро
- Kuroko no Basuke Last Game (2017) — Тайга Кагами

### OVA
- Baka to Test to Shoukanjuu: Matsuri (2011) — Сюмпэй Нацукава
- Code Geass: Boukoku no Akito (2012—2016) — Франц Валло
- Yamada-kun to 7-nin no Majo (2014—2015) — Мицуру Камэда
- Hybrid Child (2014—2015) — Курода